# Hilarographa bellica
Hilarographa bellica es una especie de polilla de la familia Tortricidae.
Fue descrita científicamente por Meyrick en 1912.